# Тайфун (НПО)
Нау́чно-произво́дственное объедине́ние «Тайфу́н» (НПО «Тайфун») — один из ведущих российских государственных научно-исследовательских и производственных центров в области метеорологии и физики атмосферы. Расположено в городе Обнинске Калужской области. Одно из учреждений Федеральной службы России по гидрометеорологии и мониторингу окружающей среды (Росгидромета).

## Структура
В состав НПО входят следующие структурные подразделения:
- Институт экспериментальной метеорологии (ИЭМ)
- Институт проблем мониторинга окружающей среды (ИПМ)
- Центральное конструкторское бюро гидрометеорологического приборостроения (ЦКБ ГМП)
- Федеральный информационно-аналитический центр Росгидромета (ФИАЦ Росгидромета) по обеспечению оперативной и прогностической информацией в чрезвычайных ситуациях, связанных с аварийным загрязнением окружающей среды на территории РФ
- Центр метрологии и технического регулирования в области гидрометеорологии и мониторинга окружающей среды (ЦМТР)
- Северо-западный филиал ФГБУ «НПО «Тайфун» (СЗ филиал)
- Филиал «Комет» ФГБУ «НПО «Тайфун» (Филиал «Комет»)

## История
- 1960 — 23 декабря[источник не указан 1842 дня] по инициативе директора НИИ прикладной геофизики АН СССР, академика АН СССР Е. К. Фёдорова было создано Обнинское отделение Института прикладной геофизики.
- 1963 — Обнинское отделение преобразовано в Обнинский филиал Института прикладной геофизики Гидрометеослужбы СССР.
- 1968 — Обнинский филиал Института прикладной геофизики Гидрометеослужбы СССР преобразован в Институт экспериментальной метеорологии.
- 1986 — Институт экспериментальной метеорологии вошёл в состав вновь созданного научно-производственного объединения «Тайфун».

## Направления деятельности

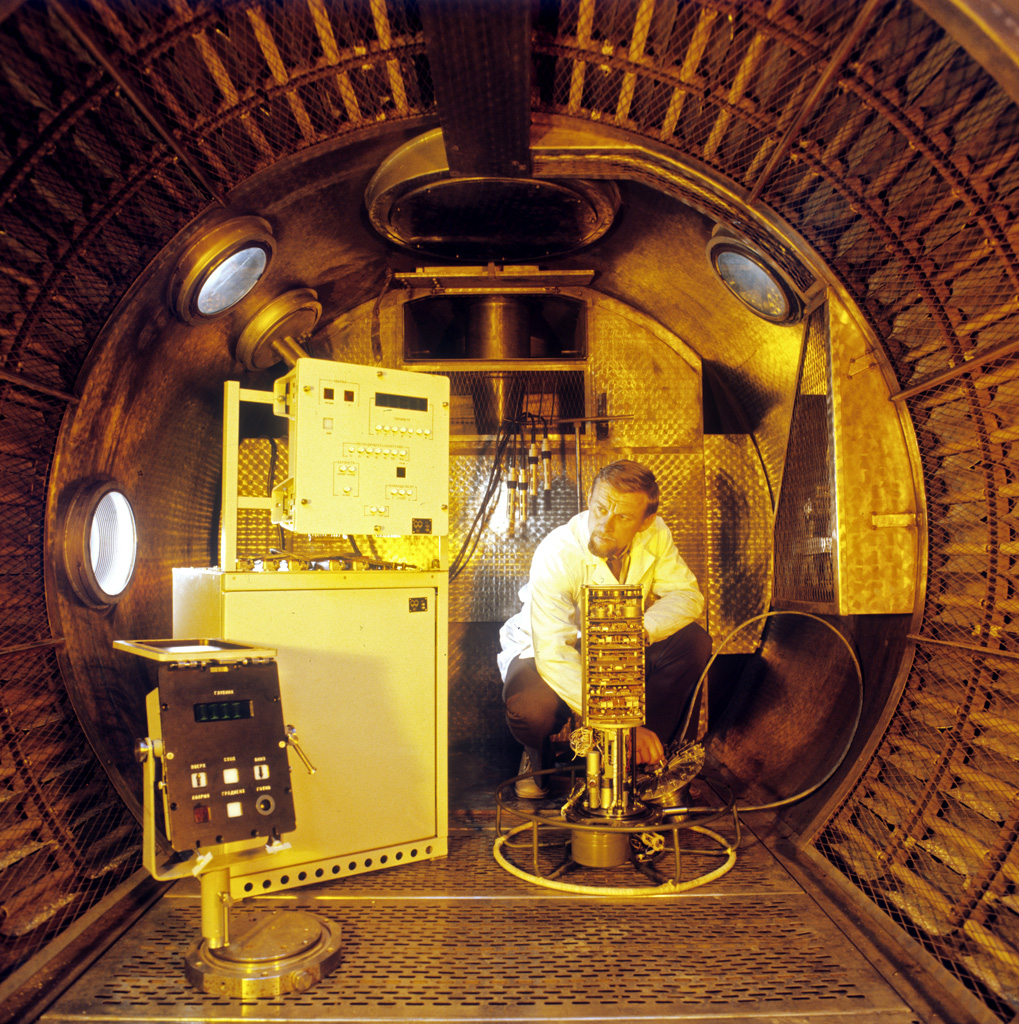
1986 год, испытания аппаратуры в институте

Обнинское отделение Института прикладной геофизики Гидрометеослужбы СССР было создано для исследований атмосферы Земли. Главным инструментом исследований приземных слоёв атмосферы стала построенная в 1958 году высотная метеорологическая мачта ВММ-310, оснащённая измерительно-вычислительным комплексом для всего цикла работ от эксперимента до прогноза.
НПО «Тайфун» были созданы ракетные метеорологические комплексы МР-12, МР-20 и МР-25, и в течение десятков лет и сотен пусков были проведены фундаментальные научно-исследовательские работы, разработан ряд методик высотных исследований и создана необходимая для этого научная аппаратура, благодаря которым были получены новейшие данные о физике верхних слоёв атмосферы и ионосферы.
С момента основания НПО «Тайфун» занимается решением задач, связанных с контролем безопасности атомных станций в части метеорологии и физики атмосферы от проекта до чрезвычайных ситуаций, включая зарубежные АЭС.
Одно из приоритетных направлений деятельности — мониторинг окружающей среды. НПО «Тайфун» изучает закономерности глобального распространения радиоактивных продуктов, накапливает и анализирует информацию о радиоактивном загрязнении внешних сред. Практическим результатом этой работы стало научное обоснование необходимости прекращения испытаний ядерного оружия в атмосфере и подписание в 1963 году Московского договора о запрещении подобных испытаний.
НПО «Тайфун» участвует в оперативной и широкомасштабной работе по оценке и прогнозу радиационной обстановки на территориях, загрязнённых вследствие аварии на Чернобыльской АЭС.
НПО «Тайфун» принимает участие в организации и проведении национальных и международных геофизических экспедиций с использованием самолётов-лабораторий и научно-исследовательских судов для изучения воздействия воздушных масс тропических и умеренных широт Атлантики на формирование погодных условий Земли и процессов, связанных с возникновением и эволюцией тропических циклонов. Научные разработки НПО касались снижения неблагоприятного влияния тропических циклонов на деятельность человека.
С конца 1970-х гг. НПО «Тайфун» занимается мониторингом химического загрязнения окружающей среды, в результате чего был накоплен опыт ведения работ в местах с неблагоприятной экологической обстановкой и создано принципиально новое научное направление по разработке и развитию методологии анализа критических экотоксикологических ситуаций, в том числе аварийного характера.
С 1980-х гг. НПО «Тайфун» участвует в научно-исследовательских работах в области экологической безопасности территорий объектов Министерства обороны и космодромов.

## Участие в ликвидации природных и техногенных катастроф
- Все этапы работ по ликвидации последствий аварии на Чернобыльской АЭС и мониторинг радиационной обстановки, сложившейся после аварии.
- Расчёт уровней загрязнённости после сброса бочек с химикатами в реку Сунгари в июле 2010 года[1].
- Анализ и моделирование ситуации в связи с аварией на АЭС Фукусима I в марте 2011 года.[2][3].

## Разработки
К числу разработанных за последние годы сотрудниками института технологий и приборов относятся:
- Метеорологический комплекс МК-15 с акустическими анемометрами.[4]
- Прибор для измерения метеорологической дальности видимости и законченный элемент осадкомерной сети, выполненный на базе АБО «Капля»[5]
- Технология защиты теплолюбивых культур от заморозков различной интенсивности в условиях открытого и защищённого грунта[6]

## Директора

### Директора Института экспериментальной метеорологии
- 1968—1973 — Михаи́л Арамаи́сович Петрося́нц
- 1973—1975 — Юрий Степанович Седунов[7]
- 1975—1986 — Виктор Петрович Тесленко[7]

### Генеральные директора НПО «Тайфун»
- 1986—1990 — Виктор Петрович Тесленко[8][7]
- 1990—1996 — Олег Александрович Волковицкий[8][7]
- 1996—2006 — Алексей Данилович Орлянский[8][7]
- 2006 — 2020— Вячеслав Михайлович Шершаков[8]
- 2020 - по настоящее время - Валерий Семёнович Косых

## Известные сотрудники
- Алленов, Михаил Иванович (р. 1933) — советский и российский физик, оптик. Заслуженный метеоролог Российской Федерации (2006). Доктор технических наук, профессор. Работает в Институте экспериментальной метеорологии с 1974 года.
- Арефьев, Владимир Николаевич — заслуженный деятель науки Российской Федерации (2000).
- Гонюх, Давид Абрамович (1946—2015) — главный конструктор Научно-технического отдела гелиофизики и космоса Центрального конструкторского бюро гидрометеорологического приборостроения НПО «Тайфун», кандидат технических наук.
- Иванов, Владислав Николаевич — заслуженный деятель науки Российской Федерации (1999).
- Катасев, Лев Анисимович (1919—1982) — советский геофизик. Доктор физико-математических наук, профессор. В 1958 году возглавил созданный отдел физики верхней атмосферы обнинского Полигона ИПГ. Работал в Институте экспериментальной метеорологии до смерти в 1982 году.
- Степанов, Александр Сергеевич — заслуженный деятель науки Российской Федерации (1997).